# Strumpskinn
Strumpskinn (Lepidomyces subcalceus) är en svampart som först beskrevs av Viktor Litschauer, och fick sitt nu gällande namn av Jülich 1979. Strumpskinn ingår i släktet Lepidomyces och familjen mattsvampar.  Arten är reproducerande i Sverige. Inga underarter finns listade i Catalogue of Life.